# Lo Hobbit a fumetti
Lo Hobbit a fumetti è una trasposizione a fumetti del romanzo Lo Hobbit di J. R. R. Tolkien.
Le illustrazioni sono di David Wenzel, che aveva iniziato la sua carriera nel 1975 illustrando Terra di Mezzo, il Mondo di Tolkien illustrato su testo di Lyn Carter. 
L'adattamento del testo originale è opera di Charles Dixon e Sean Deming.
Fu pubblicato per la prima volta in tre volumi nel 1989-1990. 
In Italia venne pubblicato dall'editrice Rusconi nel 1997 e fu ristampato nel 2000, quando la pubblicazione delle opere di Tolkien passò alla Bompiani.
Tutto a colori, lo stile unisce al tratteggio classico le tecniche dell'acquarello e la narrazione grafica. Le illustrazioni presentano, oltre ai dialoghi tra i personaggi, ampie parti di narrazione in didascalia, che sovrastano le parti dialogate, scelta necessaria per riportare in modo sintetico molte parti del libro che non si sarebbero potute rappresentare con le sole figure. Il testo è stato accuratamente adattato cercando di mantenersi fedele al romanzo originale. In questa edizione l'immaginario de Lo Hobbit viene riportato in forma più semplice e ancora più fiabesca, per far conoscere alle nuove generazioni l'universo tolkieniano, facendosi apprezzare anche dagli adulti.